# Max Hebecker
Max Gustav Hebecker (* 2. Juni 1882 in Eisleben; † 13. Juni 1948 in Fischerdorf) war ein deutscher Bergbauingenieur. Bekanntheit erlangte er vor allem durch das von ihm initiierte freiwirtschaftliche Schwundgeld-Experiment in Hengersberg-Schwanenkirchen.

## Leben
Max Hebecker wurde als Sohn des Eislebener Bürgers Ferdinand Hebecker und dessen Ehefrau Anna, geb. Schaaf, geboren. Er absolvierte ein Studium als Bergbauingenieur. Über den Wandervogel erfuhr Hebecker von den geld- und bodenreformerischen Ideen Silvio Gesells und schloss sich schließlich dem freiwirtschaftlichen Physiokratischen Kampfbund an.
1925 fand er eine Anstellung beim Braunkohlebergwerk Schwanenkirchen, das sich ursprünglich im Besitz der Stadt Deggendorf befunden hatte, dann aber von der Niederbayrischen Braunkohle AG erworben worden war. 1927 musste das Bergwerk Konkurs anmelden. Mit Hebecker verloren viele Einheimische ihre Arbeit. Bei einer Zwangsversteigerung im Winter 1929 erwarb Hebecker das Bergwerk für 8000 Reichsmark und setzte dabei sein gesamtes Vermögen ein. Die Hoffnung, dass ihm durch die lokalen Banken für den Wiederaufbau des Betriebes Kredite eingeräumt würden, schlug fehl.

## DasWÄRA-Wunder von Schwanenkirchen
Hebecker wandte sich an die 1929 in Erfurt gegründete und privatrechtlich organisierte WÄRA-Tauschgesellschaft, die ihm über ein Finanzierungskonsortium umgehend die Kreditsumme von 50.000 Reichsmark für die notwendigen Investitionen zur Verfügung stellte. Der größte Teil des Kredits lautete auf WÄRA.
In der Folgezeit erlebte die Region um Schwanenkirchen einen in der Öffentlichkeit sehr beachteten wirtschaftlichen Aufschwung. Hebecker beschäftigte 60 Bergwerksarbeiter, die er zu zwei Dritteln mit WÄRA-Bons und zu einem Drittel mit Reichsmark entlohnte. Geschäftsleute und Firmen schlossen sich nach anfänglichem Zaudern der WÄRA-Tauschgesellschaft an. Der wirtschaftliche Aufschwung wurde durch eine Verordnung des Reichsfinanzministeriums im Oktober 1931 gestoppt, obwohl die vorher durchgeführte richterliche Untersuchung des WÄRA-Experiments mit einem positiven Entscheid für Hebecker ausgegangen war. Das Reichsfinanzministerium berief sich auf die Brüningschen Notverordnungen und untersagte das WÄRA-Experiment sowohl in Schwanenkirchen als auch an zahlreichen anderen Orten des Deutschen Reiches. Auch die WÄRA-Zentrale in Erfurt fiel dieser Verordnung zum Opfer.

## Weitere Entwicklungen
Hebecker musste den größten Teil seiner Arbeiter in die Arbeitslosigkeit entlassen. Mit einigen wenigen Mitarbeitern versuchte er noch für eine Zeit den Bergwerksbetrieb aufrechtzuerhalten, scheiterte jedoch alsbald. Nach dem Krieg wurden seitens Hebecker keine weiteren Aktivitäten bekannt.